# Publius Philodamus Bassus
Publius Philodamus Bassus war ein antiker römischer Goldschmied, der während der frühen römischen Kaiserzeit in  Capua tätig war.
Publius Philodamus Bassus ist nur noch aufgrund seiner Grabinschrift bekannt. Die Inschrift benennt Bassus als Freigelassenen sowie als aurifex, also Goldschmied. Werke, die ihm zugewiesen werden könnten, sind ebenso wenig bekannt wie Details über die Arbeit und Fertigkeiten.
Die aufgelöste Inschrift lautet: